# Padre Zé Coutinho
Padre José Coutinho, Padre Zé (Esperança, 18 de novembro de 1897 – João Pessoa, 5 de novembro de 1973) foi um padre católico paraibano dedicado à caridade aos pobres.

## História
Filho do casal Júlio da Silva Coutinho e de Eusébia de Carvalho Coutinho, sobrinho de D. Santino Maia da Silva Coutinho, arcebispo de Alagoas, e afilhado do Monsenhor Odilon da Silva Coutinho, Vigário Geral da Arquidiocese da Paraíba e seu maior benfeitor.
Iniciou seus estudos no Colégio Nossa Senhora das Neves, em João Pessoa capital do Estado da Paraíba; fez o curso de Humanidades no Colégio Pio X e o Eclesiástico no Seminário Paraibano. Ainda no seminário participou da fundação do jornal “O Lábaro” e da orquestra “Regina Pacis”, e criou uma espécie de cooperativa para ajudar seminaristas pobres.
Ordenou-se padre em 23 de março de 1920, e seguiu sua carreira religiosa sendo Capelão da Ordem Terceira do Carmo em João Pessoa, Vigário da Catedral Metropolitana, Capelão do Abrigo Jesus de Nazaré, oficiando também na Igreja de Nossa Senhora das Mercês. Em 1937 deixa a vigararia para se dedicar integralmente as suas obras sociais.
Em sua opção pelos pobres, Padre Zé, fundou no ano de 1935, um abrigo, que viria a ser o Instituto São José, onde acolhia aqueles mais necessitados. E, vendo que boa parte dos abrigados também precisavam de tratamento médico, criou a Casa de Apoio, para prestar-lhes tal atendimento, que evoluiria para o que hoje é o Hospital Padre Zé.
Para realização destes trabalhos, Padre José Coutinho, que passou a ser também conhecido como: “o pai dos pobres”, buscou apoio de pessoas generosas, autoridades, entidades públicas, privadas e de classes,  instituições e movimentos religiosos, bem como, percorria as ruas de João Pessoa, mesmo em sua cadeira de rodas, a pedir esmolas aos transeuntes.
Seu trabalho social, e o drama de percorrer as ruas para angariar fundos aos “seus pobres” foi retratado no documentário “Padre Zé estende a mão” filmado entre 1969 e 1970, produzido e dirigido por Jurandy Moura.
Padre José Coutinho veio a falecer em 5 de novembro de 1973, dois dias após passar mal no Cemitério da Boa Sentença, enquanto promovia uma de suas ações para arrecadar dinheiro ao seu trabalho.
Por sua obra é reconhecido como patrono da Assistência Social na Paraíba. E, em 2012, a Arquidiocese da Paraíba iniciou a coleta de dados para abrir processo de beatificação e canonização do Padre Zé.

## Instituto São José
O Instituto São José – ISJ, fundado pelo Padre Zé, em março de 1935, dotado de personalidade jurídica, apenas em 1956. Inicialmente sediado na Catedral Metropolitana, transferiu-se, ante a insuficiência de espaço, para a Ordem Terceira do Carmo, na Praça Dom Adauto, centro da capital paraibana, onde funciona até hoje.
O Instituto prestava educação básica, em seu contexto mais amplo, para aqueles que não tiveram a chance de passar pela escola, bem como, ensinava-lhes ofícios manuais, para que tivessem mais oportunidades de trabalho; E, aos vinham a João Pessoa, seja a trabalho, a estudo ou em busca de atendimento médico, não dispondo de condições financeiras para arcar pelo serviço de hospedagem, encontravam ali um abrigo.
Com o crescimento da demanda, e vendo que muitos dos que procuram o Instituto São José buscavam tratamento médico, o Padre Zé criou no bairro de Mandacaru, a Casa de Apoio, para proporcionar acolhimento médico, a todos os doentes que lhe pediam socorro.
Certo dia, o acadêmico de medicina Genival Montenegro Guerra, indo a Casa de Apoio visitar uma comadre e conterrânea sua de Alagoa Grande, deparou-se com uma chocante. Cerca de 250 pessoas, acometidos com as mais diversas moléstias, em um mesmo recinto, tão pobre quanto os que ali estavam.
Ante a situação, Genival, procurou o Padre José Coutinho e lhe propôs mudar aquele quadro, e com a ajuda de seus de faculdade: Josvaldo Rodrigues de Ataíde, Ricardo Antônio Rosado Maia, Lúcia Guedes Pereira Montenegro, Pedro Coutinho de Moura, Álvaro Veloso Bessa, Gilberto Trigueiro, Bolívar Leite Coutinho e outros, fundaram a Comissão de Proteção e Amparo ao Indigente – COPEAI, que posteriormente veio a se tornar o Hospital Padre Zé.

## Hospital Padre Zé
O Hospital Padre Zé, fundado em 1965, dando prosseguimento ao trabalho benemérito desenvolvido pelo Padre José Coutinho, através do seu serviço médico de caráter filantrópico e social, amparando pobres e desassistidos de todo o Estado da Paraíba.
Atualmente o Hospital conta com 60 leitos, mas não raro, ultrapassa esta ocupação para assistir a todos que o procura. Dispõe de laboratório de análises clínicas; unidades de fisioterapia, ultrassonografia e radiografia; serviços de assistência social e psicologia; além de consultas médicas nas especialidades: otorrinolaringologia, cardiologia, geriatria, nutrição,acupuntura.
Os serviços prestados pelo Hospital Padre Zé, são totalmente gratuitos, estendendo-se ao fornecimento das refeições para o paciente e seu acompanhante. E, por ocasião da alta do paciente, constatada a necessidade, lhe são doados roupas, calçados e cestas básicas.
O Hospital Padre Zé é mantido pelo Instituto São José, e como o Padre José Coutinho que o os fundou, busca ajuda da sociedade para financiar suas atividades, através de campanhas de solidariedade usando o slogan que o mesmo cunhou: “Não esqueçam dos meus pobres”. 